# Airlie Beach
Airlie Beach is een dorp in Queensland, Australië. Airlie Beach is bekend vanwege het feit dat het het hart van het Groot Barrièrerif is. Airlie Beach en de vlakbijgelegen Whitsundayeilanden beschikken over een tropisch klimaat en levensstijl.
De Whitsundayeilanden zijn zo genoemd door James Cook in 1770, omdat hij dacht dat het op het moment dat hij er langs voer de christelijke feestdag “Whitsunday" (Pinksteren) was. Tegenwoordig is algemeen bekend dat hij op een andere datum langs de eilanden voer. Het gebied rondom de eilanden is een waar paradijs voor zeilers. 
Airlie Beach is een belangrijke toeristenbestemming. Samen met het nabijgelegen Shute Harbour vormt het een opstappunt voor vaarten naar zowel de Whitsundayeilanden als het Groot Barrièrerif. Airlie Beach heeft een klein strand van november tot mei veel zeekwallen voorkomen. Om de toeristen en plaatselijke bevolking toch een plaats te bieden om te kunnen zwemmen heeft de gemeente een kunstmatig meertje aangelegd aan de kust.